# Elekt
Elekt (von lateinisch electus „gewählt“) war die Bezeichnung für den gewählten Inhaber eines geistlichen oder weltlichen Amtes, bis er dieses Amt durch Ordination oder Krönung offiziell übernahm.
In der katholischen Kirche war ein Elekt (auch Bischofselekt) ein Inhaber eines Bischofsstuhls, der zwar zum Bischof gewählt worden war, aber nicht die eigentlich dafür notwendigen geistlichen Weihen empfangen hatte, so dass ihm für vorzunehmende Weihehandlungen Weihbischöfe zugeordnet waren. Stand er einem Fürstbistum vor, so nannte man ihn Fürstelekt. Elekten waren meist jüngere Söhne einflussreicher Adliger, die sich die Möglichkeit einer weltlichen Laufbahn offenhalten wollten. Einige von ihnen versuchten auch, die ihnen anvertrauten Bistümer in weltliche Herrschaften umzuwandeln, was ihnen jedoch meist nicht gelang. So erhoben sich die Bürger des Bistums Lüttich Anfang des 15. Jahrhunderts gegen ihren Elekten Johann von Bayern, als dieser ein weltliches Fürstentum daraus machen wollte, und konnten nur mit Hilfe der benachbarten Herzogtümer Burgund und Straubing-Holland besiegt werden; Johann ließ seinen Plan daraufhin fallen.
Gewählte, aber noch nicht gekrönte Päpste nannte man Papstelekten. In Ermangelung einer höheren Instanz, die die Wahl bestätigen konnte, wurde dabei nicht zwischen Wahl (electio) und Bestätigung (confirmatio) unterschieden. Im Papstwahldekret Nikolaus’ II. von 1059 wurde festgelegt, dass bereits die Wahl die Macht verlieh, zu herrschen und Verfügungen zu treffen (auctoritas regendi et disponendi). Der Papstelekt musste sich verschiedenen Zeremonien unterwerfen, darunter die Annahme eines neuen Namens, die Immantation, Proklamation, Laudes und schließlich Thronsetzung und Krönung, denen vor allem bei schismatischen Wahlen eine besondere Bedeutung zukam. Zwischen Wahl und Krönung führte auch der Papstelekt (z. B. Hadrian V., der sogar weder zum Priester noch zum Bischof geweiht war) den päpstlichen Titel „Gewählter Diener der Diener Gottes“ (electus servus servorum Dei). Aber die Namenseite der Bulle der Elektenurkunden war blank, auf der Rückseite waren die Köpfe der Apostel Petrus und Paulus geprägt. Er konnte zwar Untergebene ein- und absetzen oder bestrafen und die volle päpstliche Amtsgewalt ausüben, durfte aber keine Weihehandlungen vornehmen.